# Rozsdáshasú fényseregély
A rozsdáshasú fényseregély (Poeoptera sharpii)  a madarak osztályának verébalakúak (Passeriformes) rendjébe és a seregélyfélék (Sturnidae) családjába tartozó faj.

## Rendszerezése
A fajt Frederick John Jackson angol ornitológus írta le 1898-ban, a Pholidauges nembe Pholidauges sharpii néven. Sorolják a Pholia nembe Pholia sharpii néven és sorolták a Cinnyricinclus nembe Cinnyricinclus sharpii néven is.

## Előfordulása
Afrika keleti részén, Burundi, Dél-Szudán, Etiópia, Kenya, a Kongói Demokratikus Köztársaság, Ruanda, Szudán, Tanzánia, Tanzánia és Uganda területén honos. Természetes élőhelyei a szubtrópusi vagy trópusi hegyi esőerdők. Állandó, nem vonuló faj.

## Megjelenése
Testhossza 15 centiméter, testtömege 38-54 gramm.

## Természetvédelmi helyzete
Az elterjedési területe nagyon nagy, de széttöredezett, egyedszáma ugyan csökken, de még nem éri el a kritikus szintet. A Természetvédelmi Világszövetség Vörös listáján nem fenyegetett fajként szerepel.